# Tanggungprigel
Tanggungprigel is een bestuurslaag in het regentschap Lamongan van de provincie Oost-Java, Indonesië. Tanggungprigel telt 1293 inwoners (volkstelling 2010).